# Artur Rimowitsch Jussupow
Artur Rimowitsch Jussupow (russisch Артур Римович Юсупов; wiss. Transliteration: Artur Rimovich Yusupov; UEFA-Schreibweise: Artur Yusupov; * 1. September 1989 in Kuibyschew, Russische SFSR, UdSSR) ist ein russischer Fußballnationalspieler. Der im Mittelfeld einsetzbare Spieler spielte 2015 erstmals für die russische Fußballnationalmannschaft. Er steht seit 2020 beim FK Sotschi unter Vertrag.

## Karriere

### Verein
Jussupow spielte von 2006 bis 2007 bei dem zweitklassigen russischen Verein Krylya Sovetov-SOK Dimitrowgrad. 2008 wechselte er wie viele andere Spieler und Trainer des Vereins zum neugegründeten FC Togliatti. 2009 erfolgte dann der Wechsel zu Dynamo Moskau. In seiner ersten Saison kam er aber nur zu einem Einsatz in einer Halbzeit gegen Spartak Naltschik. 2010 wurde er an den zweitklassigen FK Chimki ausgeliehen, wo er in 36 Ligaspielen sieben Tore erzielte und mit einem anderen Spieler bester Torschütze des Vereins war. Nach Moskau zurückgekehrt, kam er in der Premjer-Liga 2011/12 zu 26 Einsätzen und spielte dabei auch zusammen mit dem deutschen Ex-Nationalspieler Kevin Kurányi, erzielte dabei aber nur ein Tor. Als Vierter qualifizierte sich Dynamo für die dritte Qualifikationsrunde der UEFA Europa League 2012/13. Im Pokal erreichte Dynamo das Finale, verlor dieses aber gegen Rubin Kasan mit 0:1, wobei Jussupow nicht zum Einsatz kam.
Der Einstieg in die Qualifikation für die UEFA Europa League verlief erfolgreich: Mit 2:2 und 5:0 – wobei er das Tor zum 3:0 erzielte – wurde der Vierte der schottischen Premier League Dundee United abgefertigt. In der Playoff-Runde scheiterte Dynamo dagegen am VfB Stuttgart, dem sechsten der deutschen Bundesliga, für den sein Mitspieler Kurányi von 2001 bis 2005 gespielt hatte. In der Saison 2012/13 verpasste er mit Dynamo als Siebter knapp einen Platz in einem europäischen Wettbewerb. Im Pokal verloren sie im Viertelfinale durch ein Tor von Samuel Eto’o mit 0:1 nach Verlängerung gegen Anschi Machatschkala.
2013/14 qualifizierte sich Dynamo als Vierter wieder für die Qualifikation zur UEFA Europa League 2014/15. Im Pokal schied Dynamo aber in der fünften Runde gegen den zweitklassigen Verein FK Saljut Belgorod aus, der Ende Januar 2014 in Insolvenz ging.
Der Einstieg in die Qualifikation für die UEFA Europa League 2014/15 verlief gegen den israelischen Ligadritten Hapoel Ironi Kirjat Schmona erfolgreich: Nach einem 1:1 im Heimspiel wurde das auf Zypern ausgetragene Rückspiel mit 2:1 gewonnen. Auch die Playoff-Runde führte sie nach Zypern, wo sie gegen Omonia Nikosia antraten und auch diesmal nach einem Remis im Heimspiel (2:2) mit 2:1 gewannen. Jussupow saß bei den Qualifikationsspielen allerdings nur auf der Bank. Er kam erst in der Gruppenphase in sechs Spielen zum Einsatz, die Dynamo als Gruppensieger vor dem PSV Eindhoven, GD Estoril Praia und Panathinaikos Athen abschloss. Auch in beiden erfolgreich absolvierten Sechzehntelfinalspielen gegen den RSC Anderlecht wurde er eingesetzt, durch die Dynamo „zum ersten Mal seit 19 Jahren wieder ein Achtelfinale eines UEFA-Wettbewerbs“ erreichte. Beim Ausscheiden im Achtelfinale gegen den SSC Neapel kam er aber nicht zum Einsatz. Die Meisterschaftssaison schloss Dynamo als Vierter ab, erhielt aber keine Lizenz für einen UEFA-Wettbewerb. Im Pokal schied Dynamo bereits im Sechzehntelfinale gegen den zweitklassigen Verein Schinnik Jaroslawl aus.
Zur Saison 2015/16 wechselte Jussupow zu Meister Zenit St. Petersburg und konnte so erstmals Champions League spielen. Zuvor gewann er aber mit Zenit den russischen Supercup im Elfmeterschießen gegen Lokomotive Moskau. Da er bereits in der 64. Minute ausgewechselt worden war, kam er beim Elfmeterkrimi nicht zum Einsatz. In der Champions League kam er in fünf der sechs Gruppenspiele zum Einsatz, von denen Zenit nur das letzte Spiel gegen KAA Gent verlor, als der Gruppensieg schon feststand. Beide ließen die renommierten Vereine Olympique Lyon und FC Valencia hinter sich. Im Achtelfinale verlor Zenit dann beide Spiele gegen Benfica Lissabon, wobei Jussupow nur beim 1:2 im Heimspiel zum Einsatz kam, nachdem das Hinspiel schon mit 0:1 verloren wurde. In der Premjer-Liga 2015/16 wurde er mit Zenit aber nur Dritter, so dass er 2016/17 „nur“ Europa League spielen konnte. Den Pokal konnte er aber mit Zenit durch einen 4:1-Finalsieg gegen den neuen Meister PFK ZSKA Moskau gewinnen, wobei er das letzte Tor schoss.
In der Europa League wurde Zenit mit fünf Siegen und einer Niederlage Gruppensieger, wobei Jussupow nur bei der Niederlage im letzten Spiel gegen AZ Alkmaar zu einem 30-minütigen Einsatz kam als der Gruppensieg schon feststand. Im Sechzehntelfinale reichte dann nach einer 0:2-Niederlage beim RSC Anderlecht, bei der er 10 Minuten vor dem Spielende eingewechselt wurde, der 3:1-Heimsieg aufgrund der Auswärtstorregel nicht, um das Achtelfinale zu erreichen.
Zur Saison 2017/18 wurde er an den Ligakonkurrenten FK Rostow ausgeliehen, der als Sechster der Vorsaison die internationalen Wettbewerbe verpasst hatte. Im Juli 2018 wechselte er dann ablösefrei zu Rostow, wo er bis zum Januar 2019 blieb, um anschließend ablösefrei wieder zu FK Dynamo Moskau zurückzukehren. Seit September 2020 spielt er für FK Sotschi. Mit dem Verein scheiterte er in der 3. Qualifikationsrunde zur neu geschaffenen UEFA Europa Conference League 2021/22 an FK Partizan Belgrad. Nach einem 1:1 im Heimspiel stand es in Belgrad nach 90 Minuten 2:2. Da seit dieser Saison die Auswärtstorregel bei europäischen Wettbewerben nicht mehr gilt, kam es zur Verlängerung. In dieser fielen keine Tore, so dass das Elfmeterschießen entscheiden musste, das Sotschi mit 2:4 verlor. Er kam dabei nicht zum Einsatz, da er bereits in der 78. Minute ausgewechselt worden war.

### Nationalmannschaft
Nachdem sich Russland für die EM-Endrunde 2016 qualifiziert hatte, wurde er im November 2015 erstmals zur russischen Fußballnationalmannschaft eingeladen. Im ersten Freundschaftsspiel am 14. November 2015 saß er aber erst mal nur auf der Bank. Drei Tage später spielte er dann beim 1:3 gegen Kroatien über 90 Minuten. Im März 2016 wurde er dann gegen Litauen zur zweiten Halbzeit eingewechselt.
Als Nationaltrainer Leonid Sluzki am 21. Mai 2016 den Kader für die EM-Endrunde benannte, gehörte er nicht zu den 23 nominierten Spielern. Nachdem sich Igor Denissow im Testspiel gegen Serbien am 5. Juni eine Oberschenkelverletzung zugezogen hatte, wurde er aber am 6. Juni nachnominiert. Beim Turnier, das die Russen als Gruppenletzte nach der Vorrunde beendeten, kam er allerdings zu keinem Einsatz. Auch nach der EM kam noch zu keinem weiteren Einsatz.

## Erfolge
- Russischer Supercupsieger: 2015
- Russischer Pokalsieger: 2016